# Aseptická technika
Aseptická technika jinak též aseptická metoda je způsob práce, kdy se pracuje ve sterilních podmínkách (za nepřítomnosti mikroorganismů). Do této oblasti patří lékařské a laboratorní metody, například chirurgie nebo práce s mikrobiologickými kulturami.

## Asepse v lékařství
Aseptická metoda práce je založena na snaze maximálně zamezit nozokomiální infekci (infekci způsobenou mikroorganismy přítomnými v nemocnici) (Crow 1989). Za objevitele této techniky je považován Joseph Lister. Jejím cílem je zabránit mikrobiologické kontaminaci rány či jiných míst organismu. To lze zajistit tím, že se při invazivních lékařských a ošetřovatelských procedurách používají pouze sterilní nástroje a kapaliny. Ayliffe a spol. (2000) uvádí, že existují dva typy asepse: lékařská a chirurgická. Lékařská nebo též čistá asepse snižuje počet mikroorganismů a brání jejich šíření. Chirurgická nebo také sterilní asepse zahrnuje procedury, které odstraňují mikroorganismy z prostoru a používá se na operačních sálech a v dalších zákrokových prostorech.